# Барабанний живильник

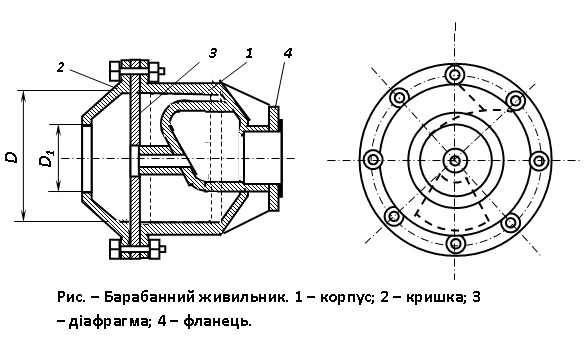

Барабанний живильник (рис. ) являє собою циліндроконічну камеру відкриту з обох сторін і обладнану внутрішньою перегородкою для подачі подрібнюваного матеріалу у млин. 
Корпус 1 живильника відливається з чавуну або зварюється із сталевих листів. Збоку завантаження матеріалу до корпуса болтами кріпиться кришка 2 у формі зрізаного конуса з круглим отвором при меншій основі для прийому матеріалу. 
Між корпусом і кришкою встановлюється діафрагма 3 з листової сталі з секторним отвором для пропуску матеріалу на спіраль корпусу. Живильник кріпиться фланцем 4 до завантажувальної цапфи барабана млина. 
Барабанні живильники застосовуються для завантаження матеріалу крупністю до 70 мм на рівні осі млина.